# Лори Строуд
Лори Строуд (англ. Laurie Strode) — персонаж кинофраншизы «Хэллоуин». Лори появилась в 9 из 13 существующих частей франшизы — в четырёх фильмах классической серии, ремейке и его продолжении. Первое появление состоялось в 1978 году в картине Джона Карпентера «Хэллоуин». Является основной героиней франшизы и протагонистом Майкла Майерса. Кроме того, Лори Строуд — классический пример последней выжившей девушки в фильме ужасов.
Роль исполнила американская актриса Джейми Ли Кёртис в оригинальной линейке и Скаут Тейлор-Комптон в ремейках. В свою очередь детскую ипостась Лори в оригинальной линейке сыграла Николь Драклер, а в ремейках её поочерёдно сыграли близнецы Сидни и Мила Питцеры со Стеллой Альтман.

## Биография
Точная дата рождения Лори Строуд неизвестна. В начале фильма «Хэллоуин 2», где действие происходит с 31 октября по 1 ноября 1978 года, прессой в новостях упоминается, что Лори Строуд семнадцать лет, из-за чего дата её рождения приходится на период с 1 ноября 1960 года до 30 октября 1961 года. Одновременно в этом же фильме медсестра Мэрион Чемберс, ссылаясь на новое досье, составленное после смерти родителей Майкла Майерса, сообщает, что Лори родилась за два года до ареста Майкла, то есть год её рождения — 1961. Мини-серия комиксов «Первая смерть Лори Строуд» подтверждает, что год её рождения был именно 1961.

### Изначальная хронология (1978—95)
Лори является младшей сестрой Майкла Майерса. В фильме «Хэллоуин 2» медсестра Мэрион Чемберс сообщает, что через два года после убийства Джудит супруги Майерсы умерли (в «Первая смерть Лори Строуд» показано, что 3 января 1965 года они разбились в автокатастрофе, когда возвращались из лечебницы в Смитс-Гроув, где содержался Майкл) и Лори была удочерена семьёй Строуд, которые ради её безопасности попросили власти убрать из всех документов упоминания, что она урождённая Майерс. Та же мини-серия «Первая смерть Лори Строуд» показывает, что её настоящее имя было Синтия Майерс.
Биологические и приёмные родители Лори в киносерии никак себя не проявляют и в сюжетах почти никак не участвуют. Биологические показаны в самом начале первого фильма, когда они подъезжают к дому и встречают Майкла с окровавленным ножом (после убийства Джудит), приёмные же показаны разрознено — отец появляется кратко в первом фильме, когда просит Лори отнести ключи от дома Майерсов, мать аналогично кратко показана во сне Лори во втором фильме. В дальнейшем и те и другие в киносерии больше не появляются и даже не упоминаются.
В титрах первого фильма биологический отец Лори и Майкла назван как Питер Майерс, мать же остаётся безымянной. В новеллизации Ричардса оба названы как Дон и Эдит Майерсы, и оба являются ещё живыми на момент основного действия (после убийства Джудит они переехали в Индиану, но все эти годы продолжали платить за дом, потому что никак не могли его продать). Имя приёмного отца в титрах первого фильма значится, как Морган Строуд, в новелизации Ричардса — Честер Строуд. Мать по имени не называется и только в мини-серии «Первая смерть Лори Строуд» она названа Памелой.
В классической версии у Лори со стороны приёмных родителей есть по отцовской линии дядя и тётя, Джон и Дебра Строуды, двоюродные брат и сестра, Кара и Тим (дети Дебры и Джона), и двоюродный племянник Дэнни (сын Кары). Лори вышла замуж за мужчину по фамилии Ллойд и у них родилась дочь Джейми. Лори и её муж умерли от неизвестных причин в ноябре 1987 года, после чего Джейми была отдана на воспитание в семью Ричарда и Дарлин Каррутерс, у которых Лори в своё время работала приходящей няней для их дочери Рэйчел. Джейми была убита Майклом накануне Хэллоуина 1995 года, но перед этим успела родить сына Стивена.
Примечательно, что по замыслу авторов первого фильма Лори не является сестрой Майкла. В новеллизации Кёртиса Ричардса по первому фильму прямо подчёркивается, что Лори вообще не имеет какого-либо родства с семьёй Майерс, и поэтому последний преследует её из-за её сходства с Джудит.

#### Фильмы
См. статью о фильме Хэллоуин
1978 год. В ночь на Хэллоуин старшеклассница Лори Строуд должна была сидеть с Томми Дойлом. Весь день девушка видит фигуру таинственного мужчины, наблюдающего за ней. Девушка не догадывается, что это Майкл Майерс — сбежавший из психиатрической лечебницы после 15 лет заточения и вернувшийся в родной город Хэддонфилд, чтобы убить её. Пока Лори приглядывает за малышом Томми, Майкл убивает друзей Лори, Энни и Линду в доме через дорогу. Лори не может дозвониться им и решает сходить туда — в доме она находит тела друзей, а затем на неё нападает Майерс. Девушка пытается защитить себя и детей, но ничто не может остановить Майкла. Лишь появление доктора Сэма Лумиса, лечащего врача Майерса, спасает девушку — он стреляет в маньяка 6 раз, и тот падает с балкона. Однако Майклу удаётся сбежать.
См. статью о фильме Хэллоуин 2
Той же ночью, Лори отправляют в местную больницу. И пока девушка пытается прийти в себя после страшных событий, предавшись тревожному сну, Майкл проникает в больницу и убивает всех, кто попадётся на его пути. Проснувшись, Лори выходит из палаты, и не находит никого из медперсонала. В тёмных коридорах она сталкивается лицом к лицу с Майклом Майерсом, продолжающим свою кровавую охоту за Лори. Тем временем, доктор Лумис узнаёт, что Майкл — родной брат Лори: девушку отдали на удочерение после гибели родителей, когда та была ещё совсем ребёнком. Понимая, что Лори всё ещё в опасности, доктор Лумис отправляется в больницу, где устраивает взрыв, которым он намерен покончить с Майерсом раз и навсегда. Лори удаётся сбежать, а утром её перевозят в другой госпиталь.
В четвёртом фильме выясняется, что Лори родила дочь Джейми, которая стала главной героиней двух фильмов. Зрителям говорится, что Лори Строуд погибла в автокатастрофе до начала событий 4 фильма, а саму героиню показывают лишь в газетных вырезках, когда Джейми вспоминает свою мать. В шестом фильме также появляется двоюродная сестра Лори, Кара, и её семья, ставшая жертвой Майерса.

#### Комиксы
События мини-серии «Первая смерть Лори Строуд» (англ. Halloween: The First Death Of Laurie Strode) происходят сразу после второго фильма: Лори живёт в страхе, что Майкл Майерс жив, и однажды он вновь найдёт её. Эта серия должна была рассказать поклонникам о том, как Лори решила подстроить свою смерть в аварии (а также рассказать историю рождения её дочери Джейми). Однако, третий (и последний выпуск), который должен был состыковать второй и четвёртый фильмы, так и не вышел в свет из-за разногласий насчёт авторских прав.
Лори появляется в финале комикса «Глаза Дьявола» (англ. Halloween III: The Devil's Eyes): Томми Дойл и Линдси Уоллес выросли и они хотят больше узнать о Майерсе. Для этого они изучают дневники доктора Лумиса. Молодых людей преследует некто, переодетый в Майерса. В конце выясняется, что Лори Строуд, сошедшая с ума, заняла место брата. В финале Лори убивает Томми, а затем её помещают в психиатрическую клинику «Смитс-Гроув», где её случаем заинтересовался доктор Тэренс Уинн. Действие происходит после седьмого фильма, но после выхода восьмой части события перестали быть каноничными, так как авторы исключили эту историю из сюжета фильма.

#### Книги
Впервые на книжных страницах Лори появляется в октябре 1979 года в романе Кёртиса Ричардса (англ. Curtis Richards) «Хэллоуин», который подробно описывает события фильма. Затем последовала вторая часть, написанная Джеком Мартином (англ. Jack Martin) вместе с выходом продолжения на экраны в 1981 году. Хотя сюжет романа был расширен: добавлено несколько новых сцен и жертв. Кроме кино-адаптаций, Лори не появляется в других романах, написанных по мотивам франшизы.

#### Компьютерные игры
25 октября 2016 года в игре «Dead by Daylight» вышло второе дополнение под названием «Halloween» (с англ. «Хэллоуин»). В дополнение вошли герои фильма 1978 года «Хэллоуин» — как сама выжившая Лори Строуд, так и маньяк Майкл Майерс (в русской локализации Тень) и новая карта Хэддонфилд, где происходило действие фильмов.

### Хронология «20 лет спустя» (1978—1981; 1998—2002)
После провала «Хэллоуин 6: Проклятие Майкла Майерса» было решено пустить сюжет кинофраншизы в другом направлении. История, рассказанная в 4-м, 5-м и 6-м фильмах, была полностью перечёркнута в последующих фильмах.
Согласно новой истории, Лори, боясь преследований со стороны Майкла, чьё тело так и не нашли, в промежутке между 2-м и 7-м фильмами фальсифицировала свою смерть (разбилась в автокатастрофе), сбежала из Хэддонфилда и взяла себе имя Кэри Тэйт. Теперь она директор частной школы в городке Саммер-Глен в Калифорнии и разведённая мать-одиночка, воспитывающая сына Джона.

#### Фильмы
См. статью о фильме Хэллоуин: 20 лет спустя
Лори преследуют кошмары о брате, женщина начала пить, и живёт в страхе все эти 20 лет — каждый год в Хэллоуин она ждёт возвращения своего брата. Сын считает её страхи паранойей, и напрасно — Майерс, побывавший в доме доктора Лумиса, узнаёт о местонахождении сестры. Майкл убивает друзей Джона одного за другим. Убедившись, что её сын в безопасности, Лори остаётся один на один с Майклом, чтобы покончить со страхом, в котором она жила. Когда приезжает скорая помощь, погрузившая тело Майерса в машину, Лори угоняет её. По дороге Майерс приходит в себя, и Лори попадает в аварию, в результате которой Майерс оказывается зажатым между фургоном и деревом. Взглянув на брата в последний раз, Лори топором отрубает ему голову.
Поскольку предыдущие три фильма были проигнорированы, то подразумевается, что Джон был первым ребёнком Лори. Однако в сценарии присутствовала сцена, в которой один из учеников зачитывал доклад о событиях предыдущих трёх фильмов, что давало понять: история с Джейми Ллойд остаётся каноничной и, соответственно, у Лори были за кадром какие-то причины оставить старшую дочь — сцена была полностью исключена из финальной версии картины.
См. статью о фильме Хэллоуин: Воскрешение
Действие картины происходит спустя три года. Лори находится в психиатрической больнице. В ту ночь она по ошибке убила полицейского, на которого Майкл надел свою маску, а убийце вновь удалось сбежать. Однако женщина знает, что Майкл наконец доберётся до неё. И вот брат и сестра встречаются вновь. Лори удаётся поймать брата, но поддавшись сомнениям, она теряет бдительность — Майкл вонзает в неё нож, а затем сбрасывает с крыши лечебницы. Последними словами Лори становятся: Увидимся в Аду, Майкл!.

#### Комиксы
В сборнике коротких историй под названием «30 лет ужаса» (англ. Halloween: 30 Years Of Terror) есть рассказ «Часы посещений» (англ. Visiting Hours), действие которого происходит между седьмым и восьмым фильмами: Лори находится в лечебнице «Грэйс-Андерсон», где женщина проводит дни, думая о своей жизни, так печально обернувшейся. Но чтобы было, если бы Майкл не нашёл её тогда в 1978 году? Она живёт счастливой жизнью вместе со своими живыми друзьями и близкими. Но реальность другая, и Лори только и остаётся ждать, когда Майкл придёт её навестить, чтобы освободить раз и навсегда.

### Ремейки Роба Зомби (2007—2009)
См. статью о фильме Хэллоуин 2007.
В ремейках 2007 и 2009 годов принадлежность Лори к семье Майерс под сомнение не ставится. Её зовут Анджела Майерс (имя раскрывается только во втором фильме) и она самый младший ребёнок стрип-танцовщицы Дебры Майерс. Хотя их семья очень асоциально-нестабильная, Майкл нежно любит Анджелу. Сюжет также подразумевает, что Джудит, Майкл и Анджела родились от разных мужчин, что означает что они друг другу сводные братья и сёстры. После того как Майкл убивает Джудит, а Дебра с горя застреливается, шериф города Ли Брэкетт решает защитить Анджелу, для чего тайком подбрасывает её в приёмный покой иногородней больницы, а из всех документов убирает какие-либо упоминания о ней.
Много лет спустя выросший Майкл сбегает из лечебницы в поисках Лори, убив её приёмных родителей и подругу Линду, а затем похищает саму Лори. Он пытается общаться с ней, показывая их детские фотографии, но девушка не понимает его и нападает на Майкла. Она прячется в старом доме Майерсов, а затем стреляет в брата из пистолета доктора Лумиса. После этого она начинает истерически кричать, а в кадре оказывается дом Майерсов — картинка сменяется домашним видео семьи, на котором изображены Майкл и Лори в детстве.
См. статью о фильме Хэллоуин 2.
В продолжении 2009 года, Лори переехала жить к Брэкеттам, девушка посещает психотерапевта, страдая от постоянных ночных кошмаров о Майкле и своей матери. Из книги доктора Лумиса Лори узнаёт, что её настоящее имя — Энджела, Майкл — её брат, а шериф Брэкетт помогал её приёмным родителям с удочерением. В расстроенных чувствах она уезжает от Брэкеттов, и вскоре узнаёт, что Энни Брэкетт погибла от рук Майерса. Лори продолжают преследовать пугающие видения, а доктор Лумис понимает, что Лори страдает от того же психического расстройства, что и Майкл. В конце фильма Лори говорит брату, что любит его, а затем вонзает в него нож. Её отправляют в психиатрическую лечебницу, где её продолжает посещать мать в видениях. В режиссёрской версии фильма, в финале Лори пытается убить доктора Лумиса, и полиции не остаётся ничего, кроме как расстрелять девушку.

### Хронология Universal/Blumhouse (1978; 2018—2022)
Новая версия является прямым продолжением первого фильма 1978 года и игнорирует всю череду его дальнейших сиквелов, вследствие чего в ней прямо подчёркивается, что Лори не является в этой вселенной сестрой Майкла. Лори дважды была замужем и от одного из браков у неё родилась дочь Карен, которая затем родила её внучку Элисон. Лори воспитывала дочь в трудных условиях, тренируя её и подвергая всяческим испытаниям. В определённый момент, Лори потеряла опеку над дочерью, и их отношения стали сложными.

#### Фильмы
См. статью о фильме Хэллоуин (фильм, 2018)
Спустя 40 лет, в 2018 году, Лори продолжает жить в Хэддонфилде, но её постоянно преследует страх, что Майкл (который в ту же ночь был схвачен и снова помещён в Смитс-Гроув) сбежит, чтобы довершить начатое. У неё сложные отношения с дочерью Карен, которая винит мать в том, что та отказывается отпустить от себя прошлое. Однако когда пророчества Лори относительно возвращения Майкла сбываются, то женщины трёх поколений семьи Строуд сплачиваются, чтобы дать монстру отпор. В финале Лори, Карен и Элисон удаётся запереть Майкла в горящем доме.
См. статью о фильме Хэллоуин убивает
Лори, получившая в предыдущем фильме серьёзные физические травмы, большую часть фильма проводит в больнице, поэтому в схватку с Майклом решают вступить Карен и Элисон. В финале Лори, стоя перед окном и глядя на ночной Хэддонфилд, принимает решение раз и навсегда расправиться с Майклом, который перед этим убивает Карен.
См. статью о фильме Хэллоуин заканчивается
Прошло три года. Майкла Майерс исчез. Лори Строуд живёт в новом доме с Элисон и пишет мемуары. В центре сюжета оказывается юноша Кори, который постепенно сходит с ума — он случайно находит скрывающегося Майерса и становится кем-то вроде его ученика. Между тем, Кори начинает встречаться с Элисон — и это очень не нравится Лори, которая подозревает неладное. В финале картины Кори окончательно теряет над собой контроль и пытается убить Лори. Но неожиданно появляется Майерс, убивает юношу и нападает на Лори. Лори удаётся победить маньяка, после чего она относит его тело на свалку, привлекая жителей Хэддонфилда — они следуют за женщиной процессией, а затем Лори бросает тело убийцы в промышленный измельчитель. После всех трагических событий Элисон покидает Хэддонфилд, а Лори заканчивает работу над мемуарами и возобновляет роман с офицером Хокинсом. В доме женщина хранит маску Майкла.

## Кастинг и критика
В одном из интервью, Джон Карпентер сказал, что Джейми Ли не была главной кандидаткой на роль Лори. Режиссёр ничего не знал о 19-летней актрисе, за плечами которой были лишь появления в нескольких тв-шоу. Первоначально он хотел пригласить актрису Энн Локхарт, дочь Джун Локхарт, снимавшейся в сериале «Лэсси». Но Локхарт была занята другими проектами в тот момент, и актрисе пришлось отказаться от роли. Дэбра Хилл наоборот была в курсе, что Джейми — дочь Джанет Ли, звезды хичкоковского триллера «Психо» 1960 года и актёра Тони Кёртиса: «Я посчитала, что это будет отличный рекламный ход и придаст необходимое внимание к фильму — Джейми Ли в ужастике, как и её мать Джанет».
Журнал «Exminer» называет Лори иконой «жанра ужасов». Обозреватель Мэри Паркер называет Лори «первой и самой яркой final girl, уязвимой, умной и отважной — настоящей героиней, на которую многие зрительницы хотели бы быть похожими». Сайт «Bloody Disgusting» считает, что Лори нельзя назвать типичным final girl-персонажем, так как в оригинальном фильме она сама мало что сделала для того, чтобы спастись от Майкла Майерса, а скорее является Королевой крика. Стивен Кейси Мюррей с сайта «Bella Online: The Voice Of Woman» наоборот считает Лори типичной представительницей final girl наряду с Элис Харди, Нэнси Томпсон и Сидни Прескотт. Британский сайт «Sci-Fi Now» поставил Лори на первое место в своём списке «10 величайших последних выживших девушек». Портал «ScreenRant» поставил Лори Строуд в исполнении Кёртис на 2-е место в списке «10 лучших последних девушек в фильмах ужасов».